# Monochamus lamottei
Monochamus lamottei là một loài bọ cánh cứng trong họ Cerambycidae.